# Huevo Rocalla
El huevo Rocalla es uno de los huevos Fabergé creados en el taller de Peter Carl Fabergé para el rico industrial ruso Alexander Kelch, quien se lo regaló a su esposa como regalo de Pascua en 1902. Debido a que no fue un regalo de un zar ruso a su zarina, no se considera un huevo de Fabergé "imperial", sino que, en este caso, se llama uno de los siete huevos "Kelch". Es el quinto huevo de esta serie.

## Descripción
El huevo está recubierto de esmalte verde traslúcido sobre un fondo guilloché, decorado en relieve dorado e incrustaciones de diamantes con decoración rococó de rizos, flores y palmeras. El huevo se sostiene sobre tres patas doradas del mismo estilo y el interior está forrado con seda.

## Sorpresa
Como todos los huevos de Pascua que produjo Fabergé, este tiene una "sorpresa" dentro. En este caso, se trata de un trípode de oro rematado por un corazón grabado en color rosa esmaltado translúcido con las iniciales "BK" (Barbara Kelch) engastadas con diamantes por un lado y el año "1902" también engastado con diamantes por el otro. En el interior, el corazón tiene espacios para tres imágenes (probablemente pinturas diminutas). Las miniaturas contenidas originalmente en los tres marcos ahora están desaparecidas.

## Historia
El huevo fue vendido por Kelch en 1920 después de la Revolución Rusa y fue comprado por el Sr. Leon Ginberg ese mismo año después de haber sido puesto a la venta por el joyero francés Morgan en la Rue de la Paix en París. Debido a las regulaciones francesas con respecto al contraste, este huevo (y varios otros que se ofrecen) no se pudo exhibir. En la década de 1940 fue vendido por A La Vieille Russie en Nueva York, y entre 1949 y 1958 fue propiedad de Jack y Belle Linsky de Nueva York. Luego, en 1958, fue comprado por A La Vieille Russie una vez más. Entre 1962 y 1997 estuvo en una colección privada de Finlandia. Luego, en 1997, fue vendido por un comerciante llamado Proler de Dallas, Texas, a un particular no revelado. En 2012 fue adquirida por Artie y Dorothy McFerrin para su colección. En 2013 se exhibió en Houston, Texas, como parte de un Simposio Fabergé.